# Boerhavia punarnava
Boerhavia punarnava är en underblomsväxtart som beskrevs av J.C. Saha och K.H.Krishnam. Boerhavia punarnava ingår i släktet Boerhavia och familjen underblomsväxter. Inga underarter finns listade i Catalogue of Life.